# How I Got Over
How I Got Over ist das neunte Studioalbum der US-amerikanischen Hip-Hop-Band The Roots, welches am 22. Juni 2010 über Def Jam Recordings veröffentlicht wurde. Die Produktion wurde hauptsächlich von den Bandmitgliedern Black Thought, Questlove, Dice Raw und Rick Friedrich übernommen. Der Klang des Albums ist als sehr ruhig zu beschreiben und stellt eine Mischung von Hip-Hop mit Soul, Jazz, Indie und Gospel dar. Die lyrische Thematik umfasst unter anderem existenzialistische Gedanken, Themen der modernen Gesellschaft und Midlife-Crisis.
Das Album stieg, mit 51.000 verkauften Kopien in der ersten Woche, in den US Billboard 200 Charts direkt auf Platz 6 ein. How I Got Over wurde, wegen seines vielseitigen Stils und den tiefgründigen Texten, von Musikkritikern überwiegend sehr positiv aufgenommen. Bei den Grammy Awards 2011 wurde es in der Kategorie Best Rap Album nominiert, unterlag jedoch Recovery von Eminem.

## Hintergrund
2008 gaben The Roots bekannt, dass Rising Down ihr letztes Studioalbum sein würde. Diese Aussage wurde einige Zeit später von Questlove widerrufen, indem er über Twitter ein neues Album namens How I Got Over ankündigte, welches im Sommer 2009 erscheinen solle. Das Album wurde im Zeitraum ihrer Anstellung als Band der Show Late Night with Jimmy Fallon aufgenommen. Die Veröffentlichung wurde immer wieder nach hinten verschoben, so wurde das Album schließlich erst am 22. Juni 2010 herausgegeben, über ein Jahr nach dem ursprünglich geplanten Release.

## Musik
Von den anfangs für das Album gedachten Liedern schafften es letztendlich nur The Day, Walk Alone und das Titellied How I Got Over auf die finale Version. Ähnlich wie das vorherige Album Rising Down, bietet How I Got Over eine große Anzahl an Gastsängern und Rappern, so ist beispielsweise John Legend auf der Single The Fire und die Alternative-Rock-Gruppe Monster of Folk auf dem Remake ihres Songs Dear God zu hören.
Der Sound des Albums ist insgesamt sehr ruhig, was sich durch größtenteils gering BPM-Zahlen auszeichnet. Die Refrains sind fast ausnahmslos gesungen, weshalb David Hilzendegen von laut.de das Album als "eine Liebeserklärung an Singer/Songwriter und den Indie-Pop" betrachtet. Charakteristisch ist das "unverwechselbare Schlagzeugspiel" von Questlove, außerdem wird auf elektronische Hilfsmittel fast ganz verzichtet, so bilden "satte, klare und live eingespielte Sounds [...] das Gerüst des Albums".

## Rezeption

### Kommerzieller Erfolg
Das Album stieg, mit 51.000 verkauften Kopien in der ersten Woche, in den US Billboard 200 Charts direkt auf Platz 6 ein, was die fünfte Top-Ten-Platzierung der Roots in dieser Liste ist. Des Weiteren konnte das Album dritte Plätze in den Billboard R&B/Hip-Hop Albums und Rap Albums Charts und einen vierten Platz in den Digital Albums Charts verbuchen. In Kanada erreichte es Nummer 14 in den Top 100 Albums Charts, Nummer 3 in der Schweiz, Nummer 33 in Holland, Nummer 35 in Neuseeland und in Frankreich Platz 117 in den Top Albums 150 Charts. In Deutschland erreichte das Album in den Charts den 70. Platz.

### Kritik
Das Album wurde von der Fachpresse insgesamt sehr positiv aufgenommen, so errechnet die Website Metacritic eine durchschnittliche Bewertung von 86 % aus 23 Reviews.
Björn Bischoff von Plattentests.de lobt die gut gelungene Integration der Gastkünstler, so haben "die Gäste des Albums [...] in jedem Song alle Zeit der Welt", außerdem mache "sich ein organischer Sound breit, wie er um die Jahrtausendwende so ziemlich jeden Kopf zum Nicken brachte", womit er die Tendenz des Albums, zu den "Wurzeln der Band" zurückzukehren, lobt. Er gibt dem Album 8 von 10 möglichen Punkten.

Nachdem, laut David Hilzendegen von laut.de, beim Vorgänger Rising Down "die Masse an Gästen ihr Übriges dazu beitrug, jegliches Charakteristikum zu verschleiern", seien in How I Got Over "im Gegensatz zum Vorgänger [...] die Features jedoch in eine Platte mit klarer Struktur integriert, so dass dem Nachfolger trotz vieler Gäste kein unterschwelliger Compilation-Geruch anhaftet". Er vergibt 5 von 5 möglichen Punkten.

The Roots seien mit diesem Album "beim aufgeräumtesten, abgeklärtesten Album ihrer Karriere angekommen", meint Daniel Gerhardt von Visions.de, so kenne "How I Got Over [...] keine Aufregung", jedoch zeige sich auch in "einigen wutentbrannten Strophen von Vorsprecher Black Thought [...] der alte Roots-Biss". Mit der Erkenntnis, "wie spannend Hip-Hop sein kann, wenn er mit sich selbst im Reinen ist" gibt er 9 von 12 Punkten.

## Titelliste
| #  | Titel                          | Gastauftritt                                   | Zeit |
| -- | ------------------------------ | ---------------------------------------------- | ---- |
| 1  | A Peace Of Light               | Amber Coffman, Angel Deradoorian & Haley Dekle | 1:50 |
| 2  | Walk Alone                     | Truck North, P.O.R.N. & Dice Raw               | 3:54 |
| 3  | Dear God 2.0                   | Monsters of Folk                               | 3:50 |
| 4  | Radio Daze                     | Blu, P.O.R.N. & Dice Raw                       | 4:16 |
| 5  | Now Or Never                   | Phonte & Dice Raw                              | 4:34 |
| 6  | How I Got Over                 | Dice Raw                                       | 3:33 |
| 7  | DillaTUDE: The Flight Of Titus |                                                | 0:42 |
| 8  | The Day                        | Blu, Phonte & Patty Crash                      | 3:44 |
| 9  | Right On                       | Joanna Newsom & STS                            | 3:36 |
| 10 | Doin' It Again                 |                                                | 2:23 |
| 11 | The Fire                       | John Legend                                    | 3:41 |
| 12 | Tunnel Vision                  |                                                | 0:40 |
| 13 | Web 20/20                      | Peedi Peedi & Truck North                      | 2:46 |
| 14 | Hustla (Bonustrack)            | STS                                            | 2:56 |

- Daten von okayplayer.com[16]